# Lekkoatletyka na Letnich Igrzyskach Olimpijskich 1948 – rzut oszczepem mężczyzn
Rzut oszczepem mężczyzn – był jedną z konkurencji lekkoatletycznych rozgrywanych podczas igrzysk olimpijskich w Amsterdamie. Zawody odbyły się w dniu 4 sierpnia 1948 roku na Empire Stadium w Londynie. Wystartowało 23 zawodników z 15 krajów.

## Rekordy
Tabela uwzględnia rekordy uzyskane przed rozpoczęciem rywalizacji.
|                   | Zawodnik                 | Wynik   | Miejsce     | Data                 |
| ----------------- | ------------------------ | ------- | ----------- | -------------------- |
| Rekord świata     | Finlandia Yrjö Nikkanen  | 78,70 m | Kotka       | 16 października 1938 |
| Rekord olimpijski | Finlandia Matti Järvinen | 72,71 m | Los Angeles | 4 sierpnia 1932      |

## Terminarz
| Data            | Godzina |              |
| --------------- | ------- | ------------ |
| 4 sierpnia 1948 | 11:00   | Kwalifikacje |
| 4 sierpnia 1948 | 14:30   | Finały       |

## Wyniki

### Eliminacje
Rywalizowano w dwóch grupach eliminacyjnych. Do finału awansowało dwunastu najlepszych zawodników. Minimum kwalifikacyjne wynosiło 64,00 m
| Pozycja | Grupa el. | Zawodnik          | Kraj              | Wynik | Uwagi |
| ------- | --------- | ----------------- | ----------------- | ----- | ----- |
| 1.      | A         | Martin Biles      | Stany Zjednoczone | 67,68 | Q     |
| 2.      | A         | Per-Arne Berglund | Szwecja           | 67,02 | Q     |
| 3.      | B         | Tapio Rautavaara  | Finlandia         | 64,68 | Q     |
| 4.      | B         | Gunnar Petersson  | Szwecja           | 64,04 | Q     |
| 5.      | B         | Steve Seymour     | Stany Zjednoczone | 63,83 | q     |
| 6.      | A         | Lumír Kiesewetter | Czechosłowacja    | 63,25 | q     |
| 7.      | A         | Odd Mæhlum        | Norwegia          | 63,00 | q     |
| 8.      | B         | Mirko Vujačić     | Jugosławia        | 62,53 | q     |
| 9.      | B         | Pauli Vesterinen  | Finlandia         | 61,67 | q     |
| 10.     | B         | József Várszegi   | Węgry             | 61,63 | q     |
| 11.     | A         | Soini Nikkinen    | Finlandia         | 61,21 | q     |
| 12.     | A         | Bob Likins        | Stany Zjednoczone | 61,00 | q     |
| 13.     | A         | Ricardo Héber     | Argentyna         | 60,82 |       |
| 14.     | B         | Raymond Tissot    | Francja           | 58,19 |       |
| 15.     | B         | Dušan Vujačić     | Jugosławia        | 57,62 |       |
| 16.     | A         | Nico Lutkeveld    | Holandia          | 56,25 |       |
| 17.     | B         | Jóel Sigurðsson   | Islandia          | 55,69 |       |
| 18.     | A         | Pedro Apellániz   | Hiszpania         | 54,93 |       |
| 19.     | A         | Morville Chote    | Wielka Brytania   | 54,84 |       |
| 20.     | B         | Leo Roininen      | Kanada            | 53,92 |       |
| 21.     | A         | Malcolm Dalrymple | Wielka Brytania   | 53,17 |       |
| 22.     | B         | Halil Zıraman     | Turcja            | 53,30 |       |
| 23.     | B         | Pierre Sprécher   | Francja           | 52,30 |       |
| -       | A         | Sven Daleflod     | Szwecja           | DNS   | DNS   |
| -       | A         | Erwin Pektor      | Austria           | DNS   | DNS   |
| -       | A         | Luis Ganoza       | Peru              | DNS   | DNS   |
| -       | B         | Jaime Piqueras    | Peru              | DNS   | DNS   |

### Finał
| Pozycja | Zawodnik          | Kraj              | Rezultat | Rezultat | Rezultat | Rezultat | Rezultat | Rezultat | Wynik | Uwagi |
| Pozycja | Zawodnik          | Kraj              | #1       | #2       | #3       | #4       | #5       | #6       | Wynik |       |
| ------- | ----------------- | ----------------- | -------- | -------- | -------- | -------- | -------- | -------- | ----- | ----- |
| 1.      | Tapio Rautavaara  | Finlandia         | 69,77    | x        | 57,59    | 59,43    | 61,86    | 58,95    | 69,77 |       |
| 2.      | Steve Seymour     | Stany Zjednoczone | x        | 62,37    | 67,56    | 61,72    | 63,58    | 61,00    | 67,56 |       |
| 3.      | József Várszegi   | Węgry             | 67,03    | 58,14    | 60,29    | 57,53    | 59,71    | 58,35    | 67,03 |       |
| 4.      | Pauli Vesterinen  | Finlandia         | 65,44    | 60,96    | 63,01    | 61,76    | 65,89    | 65,79    | 65,89 |       |
| 5.      | Odd Mæhlum        | Norwegia          | 65,32    | 62,00    | 61,67    | 59,23    | 60,59    | 59,33    | 65,32 |       |
| 6.      | Martin Biles      | Stany Zjednoczone | 58,70    | 65,09    | 65,17    | 59,09    | 64,10    | 65,17    | 65,17 |       |
| 7.      | Mirko Vujačić     | Jugosławia        | b.d.     | b.d.     | b.d.     | b.d.     | b.d.     | b.d.     | 64,89 |       |
| 8.      | Bob Likins        | Stany Zjednoczone | b.d.     | b.d.     | b.d.     | b.d.     | b.d.     | b.d.     | 64,51 |       |
| 9.      | Gunnar Petersson  | Szwecja           | b.d.     | b.d.     | b.d.     | b.d.     | b.d.     | b.d.     | 62,80 |       |
| 10.     | Per-Arne Berglund | Szwecja           | b.d.     | b.d.     | b.d.     | b.d.     | b.d.     | b.d.     | 62,62 |       |
| 11.     | Lumír Kiesewetter | Czechosłowacja    | b.d.     | b.d.     | b.d.     | b.d.     | b.d.     | b.d.     | 60,25 |       |
| 12.     | Soini Nikkinen    | Finlandia         | b.d.     | b.d.     | b.d.     | b.d.     | b.d.     | b.d.     | 58,05 |       |